# Историко-географски области в Хърватия
Историко-географските области в Хърватия са 4 – Централна Хърватия, Далмация, Славония и Истрия.
Те от своя страна се поделят на по-малки региони. Сърцевина на страната е Централна Хърватия, която от своя страна се поделя на Хърватско Загорие и Хърватско приморие.
Административно-териториално Хърватия е организирана в двадесет хърватски жупании.

## Исторически области
| герб                            | име             | местоположение                                   | описание                                                                    |
| ------------------------------- | --------------- | ------------------------------------------------ | --------------------------------------------------------------------------- |
| Coat of arms of Croatia proper  | Хърватия (герб) | Map of Croatia proper within Republic of Croatia | Централна (Същинска) Хърватия.                                              |
| Coat of arms of Dalmatia        | Далмация        | Map of Dalmatia                                  | Задар (Зара) е историческа столица на областта, а най-големия град е Сплит. |
| Coat of arms of Slavonia        | Славония        | Map of Slavonia within Republic of Croatia       | Житницата на Хърватия.                                                      |
| Coat of arms of Croatian Istria | Истрия          | Map of Istria                                    | Областта на разпространение на чакавското наречие.                          |